# Karin Lieneweg
Karin Lieneweg (* 6. Mai 1937 in Hannover) ist eine deutsche Schauspielerin und Synchronsprecherin sowie 
Hörspielsprecherin.

## Leben
Karin Lieneweg war als Schauspielerin vor allem in Fernsehproduktionen des NDR präsent. So spielte sie zwischen 1965 und 1970 eine der Hauptrollen in der Hamburger Krimiserie Polizeifunk ruft. Außerdem war sie in den Serien Hamburg Transit und neben Inge Meysel in Gertrud Stranitzki zu sehen. 1962 präsentierte sie im NDR die vierteilige Sendereihe Wer kennt sich aus bei uns zuhaus.
Daneben arbeitete Karin Lieneweg als Synchronsprecherin und lieh ihre charakteristische Stimme u. a. Jill Ireland (Duell am Steuer und Die Farm der Verfluchten), Janette Scott (The Old Dark House), Anne Francis (Columbo: Zwei Leben an einem Faden) und Gail Fisher in ihrer Rolle als Assistentin des Privatdetektivs Mannix in der gleichnamigen Fernsehserie.
Darüber hinaus sprach sie zahlreiche Rollen in Hörspielproduktionen. Besonders populär wurde sie dabei als resolute Tante Mathilda, die sie seit 1979 in zahlreichen Folgen der beliebten Hörspielreihen Die drei ??? und DiE DR3i verkörpert. Außerdem wirkte sie bei Hörspielen der Reihen Hui Buh, TKKG, Team Undercover und Larry Brent sowie in den Kasperhörspielen von Gerd von Haßler  mit. Beim Hörspiel Dracula, die Geschichte des berühmten Vampirs trat sie unter dem Pseudonym Dörthe Kiesling auf.

## Filmografie (Auswahl)
- 1958: Die Abiturientin (Fernsehfilm)
- 1966: Hafenpolizei (Fernsehserie) – Sprung von der Brücke
- 1966–1970: Polizeifunk ruft (Fernsehserie) – als Inge Kampen (21 Folgen)
- 1967: Wenn der junge Wein blüht (Fernsehfilm)
- 1968: Gertrud Stranitzki (Fernsehserie) – Die Traumhochzeit
- 1970: Die Journalistin (Fernsehserie) – Eskapaden in Seefeld
- 1971: Hamburg Transit (Fernsehserie) – Ein Pfirsich aus Kreta